# Barbara Ränsch-Trill
Barbara Ränsch-Trill (* 1940; † 2006) war eine deutsche Sportphilosophin und Hochschullehrerin.

## Leben
Ränsch-Trill studierte in Hamburg und Münster Philosophie, Germanistik und Pädagogik. Hernach war sie an der Westfälischen Wilhelms-Universität sowie an der Technischen Universität Braunschweig als Wissenschaftliche Mitarbeit tätig und arbeitete an der Hochschule für Bildende Künste in Braunschweig als Dozentin.
1996 schloss sie ihre Habilitation (Thema: „Phantasie: Welterkenntnis und Welterschaffung; zur philosophischen Theorie der Einbildungskraft“) ab und übernahm danach im selben Jahr die Leitung des Philosophischen Seminars der Deutschen Sporthochschule Köln. Ihr Forschungsschwerpunkt lag auf dem Begriff Ästhetik, den sie unter anderem im Verhältnis zu Anthropologie, Ethik, Kunst- und Kulturphilosophie betrachtete. Der Komplex „Zeit und Geschwindigkeit“ gehörte ebenfalls zu ihren Forschungsthemen. Ab 2001 leitete sie ein Forschungsprojekt, welches das Thema „Der künstliche Mensch“ zum Gegenstand hatte. Darüber hinaus befasste sie sich mit Doping aus ethischer Sichtweise, dem Sport in der Karikatur sowie dem Themenkomplex Tanz.
1999 brachte sie im Rahmen der Reihe „Brennpunkte der Sportwissenschaft“ das Buch „Kreativität. Phänomen - Begriff - sportwissenschaftliche Aktualität“ und 2004 als Teil der Reihe „Texte, Quellen, Dokumente zur Sportwissenschaft“ das Buch „Kult - Sport - Kunst - Symbol. Tanz im kulturellen Gedächtnis“ heraus.